# A Child’s Adventure
A Child’s Adventure — десятый студийный альбом Марианны Фейтфулл, выпущенный на лейбле Island Records в марте 1983 года.

## Об альбоме и запись
После двух альбомов с Марком Манди в качестве продюсера Марианна Фейтфулл записала A Child’s Adventure без отдельного продюсера; альбом был спродюсирован вспомогательными музыкантами Уолли Бадару и Барри Рейнольдсом и звукоинженером Харви Голдбергом. В интервью после записи альбома она отметила: «Поскольку у нас не было продюсера как такового, на этом альбоме мы могли работать вместе над более тонкими деталями — гармониями, на которые у продюсера часто не хватает времени».
С 1978 года Фейтфулл исполняла «She’s Got a Problem», стихотворение, написанное Кэролайн Блэквуд и положенное на музыку тогдашним мужем Фейтфулл Беном Брайерли.

## Отзывы критиков
| Оценки критиков | Оценки критиков |
| Источник        | Оценка          |
| --------------- | --------------- |
| Allmusic        | [ 3 ]           |

## Список композиций
| №  | Название                | Автор(ы)                                         | Длительность |
| -- | ----------------------- | ------------------------------------------------ | ------------ |
| 1. | «Times Square»          | Барри Рейнольдс                                  | 4:22         |
| 2. | «The Blue Millionaire»  | Уолли Бадару, Марианна Фейтфулл, Барри Рейнольдс | 5:35         |
| 3. | «Falling from Grace»    | Бен Бриерли, Фейтфулл                            | 3:56         |
| 4. | «Morning Come»          | Уооли Бадару, Фейтфулл                           | 5:16         |
| 5. | «Ashes in My Hand»      | Фейтфулл, Барри Рейнольдс                        | 4:51         |
| 6. | «Running for Our Lives» | Уолли Бадару, Фейтфулл, Барри Рейнольдс          | 4:48         |
| 7. | «Ireland»               | Фейтфулл, Барри Рейнольдс                        | 4:37         |
| 8. | «She’s Got a Problem»   | Кэролайн Блэквуд, Бен Брайерли                   | 3:55         |

## Участники записи
- Марианна Фейтфулл — вокал
- Барри Рейнольдс[англ.] — вокал, гитара
- Бен Брайерли — вокал, гитара
- Уолли Бадару[англ.] — вокал, клавишные
- Мики Чанг[англ.] — гитара
- Фернандо Сондерс[англ.] — бас
- Терри Стэннард[англ.] — ударные
- Рафаэль де Хесус — ударные

### Сертификации и продажи
| Регион                                                       | Сертификация | Продажи   |
| ------------------------------------------------------------ | ------------ | --------- |
| Франция                                                      | —            | 167,500 * |
| * Данные о продажах приведены только на основе сертификации. |              |           |